# Stenmalört
Stenmalört (Artemisia rupestris) är en ört inom släktet malörter och familjen korgblommiga växter. Den beskrevs av Carl von Linné. Arten skiljs från sina släktesfränder genom sin litenhet, sina stora blomkorgar och på att bladen är gröna på båda sidor.

## Beskrivning
Stenmalört är en tämligen liten art för sitt släkte. Den är en halvbuske med rödbruna, oftast något håriga stjälkar, omkring 20–40 centimeter höga, som är antingen uppstigande eller upprätta och ofta vedartade ner mot basen. Den har flikade blad som är gröna på båda sidor; flikarna är nästan trådsmala. Arten har 5–8 millimeter stora blomkorgar i en klase i toppen av stjälkarna, med mörkt gula blommor. Blomningen sker under sensommaren och hösten. Växten är aromatisk, med kamferaktig doft.

## Utbredning
Stenmalörten är tämligen allmän på Öland och sällsynt på Gotland, men saknas annars i Sverige. Den återfinns även i Baltikum samt i nordvästra Ryssland, Ural, Sibirien och Centralasien. Enligt Plants of the World Online finns den även i Tyskland.

## Habitat
Stenmalörten växer på kalkhällmark, kalkhedar och öppen alvarmark, ofta på dåligt dränerade platser som tidvis svämmas över. Den växer ofta ihop med krypven och fårsvingel, på växtplatser som är rika på mossor och busklavar. Den har kraftiga rötter och tycks därför tolerera de rörelser i marken som uppstår genom frysning och upptining av fuktig mark. Den kraftiga doften gör att den ratas av betesdjur, och därför klarar den sig på betesmark. Den är ymnig på rätt sorts lokaler, även om igenväxning av dess föredragna växtplatser gör att den i någon mån minskar i antal.